# Identité (sciences sociales)
Pour les articles homonymes, voir Identité.
L’identité est, en sciences sociales, une notion qui a plusieurs sens, et qui se définit selon le sujet ; individuel ou collectif.
La notion d'identité est au croisement de la sociologie et de la psychologie, mais intéresse aussi la biologie, la philosophie et la géographie. En psychanalyse cette notion se retrouve dans le moi comme sujet savant et dans l'identification, en philosophie, elle se retrouve dans l'identité personnelle et communautaire.

## Identité en psychologie
Erik Erikson conçoit l'identité comme une sorte de sentiment d'harmonie : l'identité de l'individu est le « sentiment subjectif et tonique d'une unité personnelle et d'une continuité temporelle » (1972). Dans la tradition freudienne, l'identité est une construction caractérisée par des discontinuités et des conflits entre différentes instances (le Moi, le Ça, le Surmoi, etc.). Ces deux conceptions parlent de l'identité comme d'une construction diachronique.
Jean Piaget insiste sur la notion de socialisation de l'individu à travers une intériorisation des représentations sociales, principalement par le langage.
La notion de construction d’identité sexuée fait référence à la manière dont l’enfant prend conscience de son genre, et se construit une représentation de son rôle de genre.

## Identité en sociologie
La notion d'identité en sociologie renferme toute la problématique du rapport entre le collectif et l'individuel, le déterminisme social et la singularité individuelle. Il n'est pas possible de parler de cette notion sans évoquer les grands courants de la sociologie qui ont des approches différentes.
Outre des définitions de « l'identité subjective » (identité pour soi, ou personnelle) se rapprochant plus ou moins de celles présentées en psychologie, la sociologie propose également des définitions de l'« identité sociale » : identité pour autrui à travers des classifications, des statuts sociaux ou professionnels, une identité dite « objective ».
Harrison White, un sociologue contemporain majeur a centré sa sociologie sur son concept d'identité sociale, qui est explicité dans son livre Identité et Contrôle : Une théorie de l'émergence des formations sociales

### Identité personnelle
« Subjective, elle englobe des notions comme la conscience de soi et la représentation de soi ». Codol (1997) estime qu'il ne s'agit en fait que d'une « appréhension cognitive de soi ». Elle englobe trois caractères qui vont ensemble : « constance, unité, reconnaissance du même. » Il ne s'agit cependant pas d'une constance mécanique et d'une analogie réifiée, ni de l'adhésion stricte à un contenu invariant et figé mais d'une « constance dialectique » et dynamique impliquant le changement dans la continuité, dans une dynamique d'aménagement permanent des divergences et des oppositions. La perception intime d'identité personnelle s'appelle ipséité.

### Identité sociale chez Tajfel
Plus « objective », elle englobe tout ce qui permet d'identifier le sujet de l'extérieur et qui se réfère aux statuts que le sujet partage avec les autres membres de ses différents groupes d'appartenance (sexe, genre, âge, métier…). L'identité sociale comprend les attributs catégoriels et statutaires qui se réfèrent à des catégories sociales où se rangent les individus (groupes, sous-groupes : « jeune », « étudiant », « femme », « cadre », « père »…). C'est souvent une identité « prescrite » ou assignée, dans la mesure où l'individu n'en fixe pas, ou pas totalement, les caractéristiques. Cette identité sociale situe l'individu à l'articulation entre le sociologique et le psychologique. Elle envisage, comme le souligne Henri Tajfel dans sa théorie de l'identité sociale, le rôle joué par la catégorisation sociale qui selon lui « comprend les processus psychologiques qui tendent à ordonner l'environnement en termes de catégories : Groupes de personnes, d'objets, d'évènements […] en tant qu'ils sont équivalents les uns aux autres pour l'action, les intentions ou les attitudes d'un individu ».
Gérard Noiriel et, avec lui de nombreux historiens de la nationalité et de l'immigration, ont souligné la notion de travail d'identification de l'État. L'État conçoit des catégories pertinentes à son action, depuis la nationalité jusqu'aux catégories d'âge et de profession, et met en place les outils permettant d'identifier à qui ces notions s'appliquent ou non. Pour ce faire, l'État doit mettre en place les technologies lui permettant « d'agir à distance » sur les citoyens et un corps de fonctionnaires faisant appliquer ces politiques « d'encartement » de la population. Cette pratique d'identification agit à la manière d'une standardisation des identités individuelles (il faut structurer les prénoms et les noms propres selon un certain code) et offre un support également à l'identité personnelle, car les individus se positionnent par rapport à l'identité qui leur est assignée, soit en y adhérant, soit en l'intériorisant par effet de routine, soit en la combattant.

### Autres théories de l'identité, en sciences sociales
La psychologie sociale étudie la perméabilité de l'identité individuelle à la pression collective, développant, notamment, la notion de rôle social. Ses idées sont notamment basées sur des expériences menées à l'insu des personnes testées : expérience de Milgram, expérience d'Asch, etc..
L’interactionnisme symbolique vise à expliquer comment se constituent les catégories sociales au cours de l'activité sociale collective et individuelle, et à comprendre les activités des acteurs sociaux dans la mesure où ils attribuent à leurs actions un sens social et symbolique.
Par exemple, Howard Becker (1985) étudie l'émergence des identités déviantes par rapport à un groupe fixant ses normes. Il arrive ainsi à une théorie de l’« étiquetage », stigmatisation de l'individu, au fonctionnement proche d'une prophétie autoréalisatrice. Ce sociologue étudie aussi le processus d'acceptation par l'individu de cet étiquetage.
Pierre Bourdieu développe la notion d'habitus : disposition pratique et symbolique organisant et structurant les pratiques et les représentations, sans objectif ni organisation conscients. C'est un instrument de l'intériorisation qui donne à l'individu l'impression de faire acte de création, de liberté et d'imprévisibilité, alors que ses actes sont socialement liés aux conditions de constitution de l'habitus.
Des théories de la production des identités individuelles et collectives tendent à décrire les processus de l'intériorisation des normes extérieures à l'individu, principalement à travers le langage, ainsi que les tensions et conflits qui en résultent et qui marquent la petite enfance (Thomas Luckmann, 1986) et l'âge adulte (Goffman, 1973).

### Identité professionnelle
La sociologie étudie traditionnellement les représentations subjectives que se font les individus de leurs positions sociales, leurs sentiments d'appartenance, de décalage et d'exclusion, et cherche ainsi à comprendre leurs trajectoires sociales dans leurs deux aspects objectif et subjectif.
Renaud Sainsaulieu distingue ainsi quatre types d'« identité au travail » : l’identité fusionnelle, l’identité de retrait, l’identité de négociation et l’identité affinitaire. 
1. identité fusionnelle : Cette identité se caractérise par une forte fusion entre l'identité professionnelle et l'identité personnelle. Les individus qui ont une identité fusionnelle assimilent leur profession à «comment ils se voient, comment ils se décrivent», i.e. à leur identité personnelle. Ils ont tendance à ne pas faire de distinction marquée entre leur vie professionnelle et leur vie personnelle. Cette fusion peut rendre difficile la séparation des rôles ou des frontières entre les différentes sphères de leur vie ou fait vivre une rupture ou une difficulté professionnelle comme particulièrement aigue.
2. Identité de retrait : À l'opposé de l'identité fusionnelle, l'identité de retrait implique une séparation nette entre l'identité professionnelle et l'identité personnelle. Les personnes concernées ont développer une capacité à détacher leur vie professionnelle de leur vie personnelle, créant des frontières claires entre les deux sphères, le cas échéant pour se protéger. C’est le cas d’ouvriers en bas de l’échelle, qui s’investissent peu dans ce qui le font, ont une relation instrumentale à leur travail, considéré comme un mal nécessaire pour gagner leur vie.
3. Identité de négociation : Cette identité se situe entre la fusion et le retrait. Les individus qui ont une identité de négociation sont capables de jongler entre différents rôles et identités sans perdre leur intégrité personnelle ou professionnelle. Ils adaptent leur identité en fonction du contexte, négociant entre les différentes sphères de leur vie de manière flexible.
4. Identité affinitaire : Cette catégorie concerne une identité professionnelle qui se forme principalement en raison de la proximité ou de l'affinité avec des collègues ou des membres de la profession. Cette identité est influencée par les relations sociales et professionnelles, et elle peut être forte lorsque l'individu se sent connecté émotionnellement ou socialement à ses pairs. Des collectifs de professions libérales peuvent rentrer dans cette catégorie.

Cette classification regroupent différentes attitudes par rapport au travail observées par ce sociologue et les unes et les autres correspondant plus ou moins, selon lui, à tel ou tel type de statut social (ouvriers spécialisés ou non, plus ou moins jeunes, immigrés, techniciens, cadres, etc.). Sainsaulieu a privilégié trois dimensions dans ses études : la situation de travail, les relations de groupe et les rapports à la hiérarchie, la perception d'un avenir probable ; ceci en lien avec les catégorisations sociales.
Claude Dubar de son côté distingue quatre « identités professionnelles » : l’identité d'exclusion, l’identité bloquée, l’identité de négociation individualisée et l’identité affinitaire. Ce sociologue étudie, dans ce cadre, les écarts entre les catégories sociales, ainsi que les constructions et transformations des identités professionnelles.

## Identité personnelle en philosophie
D'après le philosophe Julian Baggini, l’identité personnelle est ce qui fait que nous restons la même personne dans le temps qui passe, grâce à la continuité du corps physique et de l’esprit.

## L'identité chez les géographes
En géographie, la notion d’identité est majoritairement mobilisée pour étudier la relation concrète ou symbolique des individus ou des groupes sociaux à l'espace.
La principale particularité disciplinaire de la géographie réside dans sa capacité à appréhender le concept d’identité dans sa dimension spatiale. Certains géographes se sont ainsi penchés sur l’aspect multi-scalaire de l’identité, en s’intéressant aux multiples relations existant entre les différentes échelles identitaires, au niveau de l’individu, de la collectivité ou encore de l’espace mondial.
Dans cette perspective, Arjun Appadurai s’est par exemple intéressé aux « phénomènes d'hybridation ethnique et culturelle dans les conditions techno-politiques de la mondialisation ».
Historiquement, on peut rapprocher cette acception aux recherches effectuées sur la singularité des entités géographiques (lieux, pays et régions) et aux conditions de leur persistance dans le temps.
Si cette manière de concevoir l’identité en géographie est largement délaissée aujourd’hui, elle a été au centre de la théorie du déterminisme naturaliste, une des théories les plus anciennes et les plus répandues de la discipline. Cette approche suggère que des entités sociales découlent des entités géographiques, qui les inscrivent toutes deux dans la durée.
Une catégorisation identitaire sociale peut être d’ordre professionnel, sexuel, ou encore générationnel, les géographes se sont surtout intéressés à celles qui renvoient à des logiques de localisation (les quartiers ouvriers, le continent noir) ou environnementales (les montagnards, les peuples tropicaux, etc.).
Dans le processus infini de sélection des objets référents de l'identité collective (langue, lieu, symboles, etc), ce sont les cas où des référents géographiques ou des objets matériels fonctionnent comme des marqueurs identitaires qui ont particulièrement intéressé les géographes. On parlera dans ce cas d’identité territoriale qui est la modalité de l’identité collective la plus étudiée en géographie. Les géographes ont d’ailleurs eu tendance à systématiquement mettre en évidence le rôle décisif que l’espace pouvait jouer dans les processus identitaire. Le concept de territoire en géographie « s’appuie souvent sur une acception […] « molle » et pacifique […] : les individus et les collectifs sociaux s’approprient des territoires sur des registres essentiellement cognitifs ou symboliques.
Marie-Christine Fourny définit l’identité territoriale comme la « modalité à partir de laquelle une société fonde la conscience de sa singularité en la référant à un espace qu’elle institue sien ». En tant que manifestation identitaire collective, l’identité territoriale prend dès lors forme grâce à un rassemblement d’« une quantité suffisante de gens par l’identification des croyances personnelles à une croyance commune ». L’identité territoriale apparaît comme une forme d’identité collective dont les attributs relèvent d’une territorialité et d’un territoire.
Définie comme une « construction identitaire », la construction territoriale consiste ainsi non seulement à conférer une utilité à de la matière (objets naturels et construits) mais aussi à lui donner un sens symbolique. Les groupes sociaux influent directement sur le territoire, en valorisants certains objets, qui vont faire office de médiateurs. Dans cette perspective, « le territoire forme la figure visible, sensible et lisible de l’identité sociale ». On peut ainsi considérer que des entités sociales découlent des entités géographiques, qui les inscrivent toutes deux dans la durée. Le déterminisme naturel consisterai alors à donner nécessairement aux individus qui composent un espace géographique la même identité qui est désignée à cette entité. On peut trouver une approche de ce type dans le Tableau de la géographie de la France de Vidal de la Blache. Cette correspondance entre l’identité géographique et l’identité sociale constitue une des nombreuses modalités possibles qui caractérisent l’identité territoriale. Pour certains, il s’agit de se garder d’appliquer un modèle de superposition parfaite entre identité et territoire remis en cause par la mondialisation notamment.
Une autre critique consiste à mettre en garde contre une surestimation de l’importance du territoire dans les processus identitaires. En prenant un espace délimité pour objet d’étude, on aurait tendance à faire l’impasse sur les différentes identités à l’œuvre en son sein, pour n’en privilégier qu’une seule, harmonieuse et homogène. De plus, certains usages du concept d’identité territoriale donneraient à penser que l’identité collective est un processus construit par les individus, en négligeant l’influence des pouvoirs politiques dans celui-ci. Le territoire, étant une source de conflit, parce que potentiel porteur de multiples identités, peut être manipulé politiquement pour promouvoir ou imposer certaines formes de territorialisation.